# Kubu (Lawe Alas)
Kubu is een bestuurslaag in het regentschap Aceh Tenggara van de provincie Atjeh, Indonesië. Kubu telt 612 inwoners (volkstelling 2010).